# Миллер, Эл
Эл Миллер (англ. Al Miller; родился 17 декабря 1936 года в Лебаноне, штат Пенсильвания) — бывший американский футбольный тренер. После окончания тренерской карьеры он стал генеральным директором двух шоубольных клубов из Кливленда, штат Огайо. Является членом Национального Футбольного Зала славы.

## Карьера игрока
Миллер родился в Лебаноне (штат Пенсильвания), учился в Государственном Колледже Ист-Стродсбурга, где играл в футбол и баскетбол. Он был полузащитником, его дважды включали во вторую команду «All American» в 1958 и 1959 годах. Уже будучи тренером, Миллер играл за любительский клуб «Кингстон Кикерс».

## Тренерская карьера

### Колледж
Несмотря на то, что Миллер был футболистом и баскетболистом, его первой работой стала должность тренера по гольфу в Олбрайтском колледже. Он получил свою первую тренерскую должность в футболе с «Нью-Палтц Стейт». Он провёл пять лет с командой, выиграв три чемпионата Нью-Йоркских конференций.
В 1967 году Миллера нанял колледж Гартвик. За шесть сезонов в Гартвике он потерпел с командой лишь три поражения и вывел её в первую четвёрку чемпионата в 1970 году.

### NASL
Череда определённых событий привела к переходу Миллера от коллегиального к профессиональному уровню. Том Макклоски, состоятельный бизнесмен из Филадельфии, был заинтересован во владении профессиональной спортивной командой. Во время посещения в 1973 году Супербоула Ламар Хант затронул тему создания для Макклоски в Североамериканской футбольной лиге (NASL), франшизы в Филадельфии. NASL создала для Макклоски команду, которая начала игру в сезоне 1973 года. Имея очень мало времени на подготовку, Макклоски вместе с генеральным менеджером Бобом Эхлингером наняли Миллера, который был успешным коллегиальным футбольным тренером из Филадельфии. Он и стал первым тренером «Филадельфия Атомс».
Миллер решил построить состав «Атомс» из отечественных игроков. Это было примечательно тем, что большинство команд NASL использовали игроков из США на позициях вратарей или использовали их для замен. Миллер взял вратаря Боба Ригби в 1973 году из колледжа Ист-Стродсбург, где когда-то учился сам. Ригби впоследствии стал одним из лучших вратарей в NASL. Во втором туре Миллер привёл в команду Бобби Смита, который был включён в команду «Всех Звёзд» в своём дебютном году. Миллер затем повёз команду на тренировочные сборы в Англию. Там он провёл переговоры по организации кредита на Энди Прована, Джима Фрятта и Криса Данливи.
Выбор Миллера принёс значительное преимущество «Атомс». Его решение использовать игроков из США сразу же сделало команду популярной в Филадельфии. К Миллеру повысился интерес СМИ. Помимо создания команды, пользующейся популярностью у болельщиков, американский тренер создал талантливую команду, которая часто подбежала и имела место в плей-офф. В полуфинале «Атомс» разгромили «Торонто Близзард» (3:0), а затем легко обыграли «Даллас Торнадо» (2:0), став в 1973 году чемпионами NASL.
Также Миллер привёл в команду Франциско Маркоса, который играл в Гартвике. Миллер решил предоставить ему должность помощника тренера.
В 1974 году Макклоски способствовал назначению Миллера генеральным менеджером. Он занимал эту должность в дополнение к своим обязанностям тренера. В 1975 году он купил Криса Бахра, который стал в 1975 году новичком года NASL, а затем продолжил карьеру в Национальной футбольной лиге.
Миллер не смог повторить свой успех 1974 года, и команда постепенно стала приносить убытки Макклоски. В 1975 году он продал команду мексиканской группе бизнесменов. С изменением собственника Миллер перешёл в «Даллас Торнадо». Он провёл четыре года с «Торнадо», добравшись в плей-офф до полуфинала в 1980 году. После проигрыша в полуфинальном матче «Нью-Йорк Космос» Миллер объявил о своей отставке с поста тренера. Находясь в Далласе, Миллер в 1976 году подписал из колледжа ещё одного важного игрока — Гленна Маерника.
Затем он перешёл в «Калгари Бумерс», выведя их в плей-офф в 1981 году. «Бумерс» были расформированы в конце сезона, и Миллер оказался без команды, пока не был нанят в «Тампа-Бэй Раудис». Он руководил командой до подачи в отставку 5 октября 1983 года после ссоры с руководством команды.

### Национальная сборная
В 1975 году Миллер был назначен главным тренером сборной США. В двух матчах с командой было две ничьи.

## Генеральный директор
После ухода из «Тампа-Бэй Раудис» Миллер никогда не тренировал профессиональную команду. Вместо этого он стал менеджером «Кливленд Форс» из MISL. Он занимал должность с 1984 года, пока команда не была расформирована в конце сезона 1987—1988 годов.
Затем он стал генеральным директором Федерации футбола США на год. 22 февраля 1989 года Кливленду была выдана новая франшиза MISL, «Кливленд Кранч». Кранч наняли Миллера в качестве генерального менеджера, эту должность он занимал в течение следующих десяти лет. В июле 1992 года MISL была расформирована и Кранч перешёл в NPSL. За десять лет при Миллере Кранч выиграл три чемпионата (1994, 1996, 1999 года) и ещё три раза становился финалистом (1991, 1993 и 1997 года).

## СМИ
ESPN позже подписал Миллера как комментатора спортивного канала. Он также озвучил несколько фильмов о футболе и был соавтором книги «Победный футбол».

## Награды
Государственный Колледж Ист-Стродсбурга ввёл Миллера в свой Спортивный зал славы в 1987 году. Колледж Гартвик ввёл Миллера в свой Зал славы в 1995 году. В том же году Миллер был избран в Национальный Футбольный Зал славы.